# ČZ 175/502 Čezeta
ČZ 175/502 Čezeta je dvoumístný motocykl kategorie skútr, vyvinutý Českou zbrojovkou Strakonice, vyráběný od roku 1960 do roku 1963. Jeho předchůdcem byl typ ČZ 175/501 Čezeta, který se na první pohled liší umístěním houkačky na předním štítu.

## Technické parametry
- Suchá hmotnost: 140 kg
- Maximální rychlost: 85 km/h
- Spotřeba paliva:

## Typy
- ČZ 175/502.00 – elektrický dynamospouštěč jako u ČZ 175/501.05, pedál pro nožní startování uložen s nářadím a používá se pouze nouzově po nasazení na hřídel spouštěcího segmentu, 12V elektrická soustava, výroba 11/1960–06/1963
- ČZ 175/502.01 – bez elektrického dynamospouštěče, 6V elektrická soustava, výroba 11/1960–06/1963, max. rychlost 90 km/hod, hmotnost 143 kg
- ČZ 175/502.05 – modernizace 502.00, panelová řídítka, výroba 06/1963–05/1964, max. rychlost 90 km/hod., hmotnost 150 kg
- ČZ 175/502.06 – jako 501.05 bez elektrického dynamospouštěče

## Fotogalerie

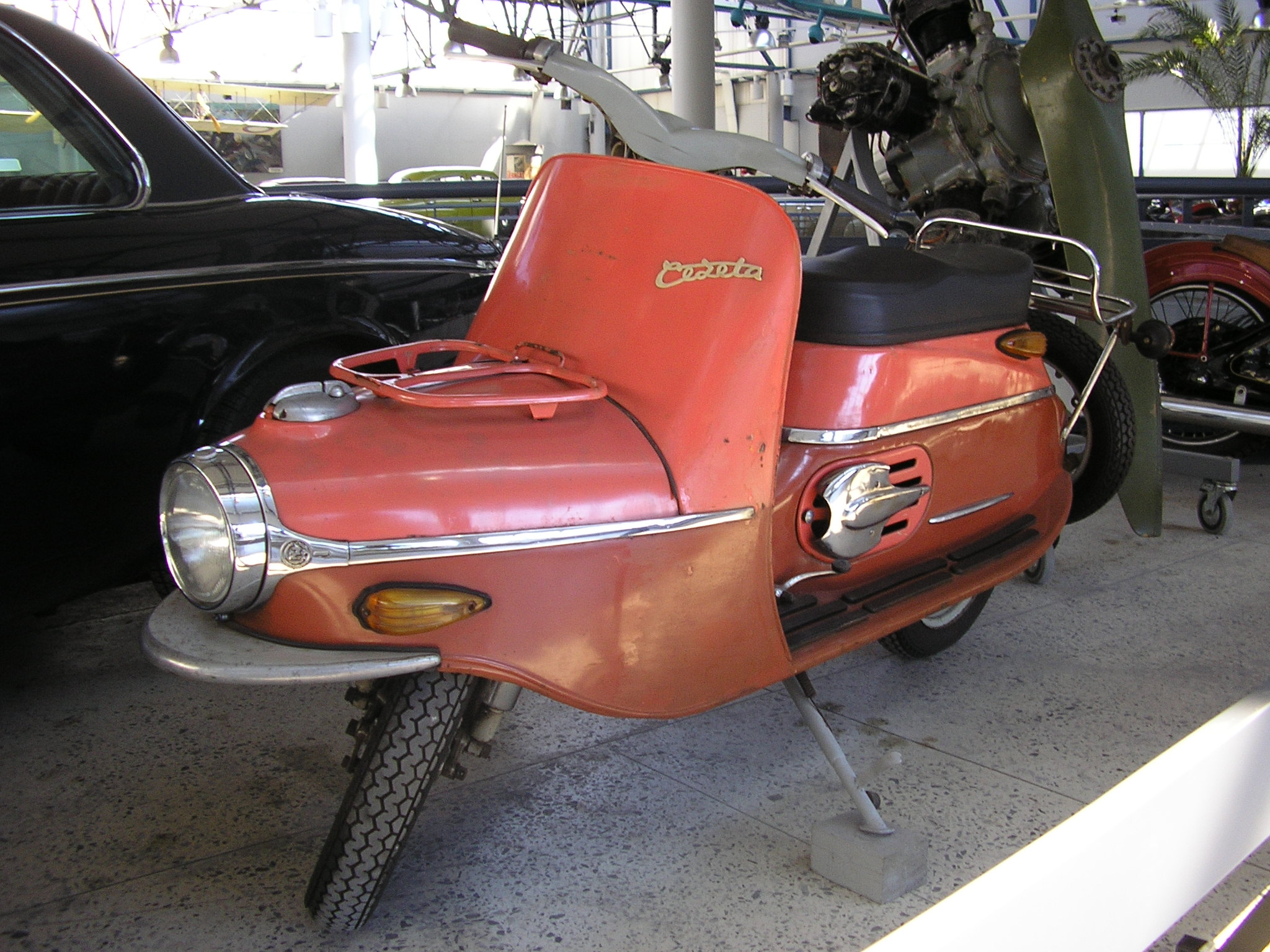
ČZ 175/502 Čezeta
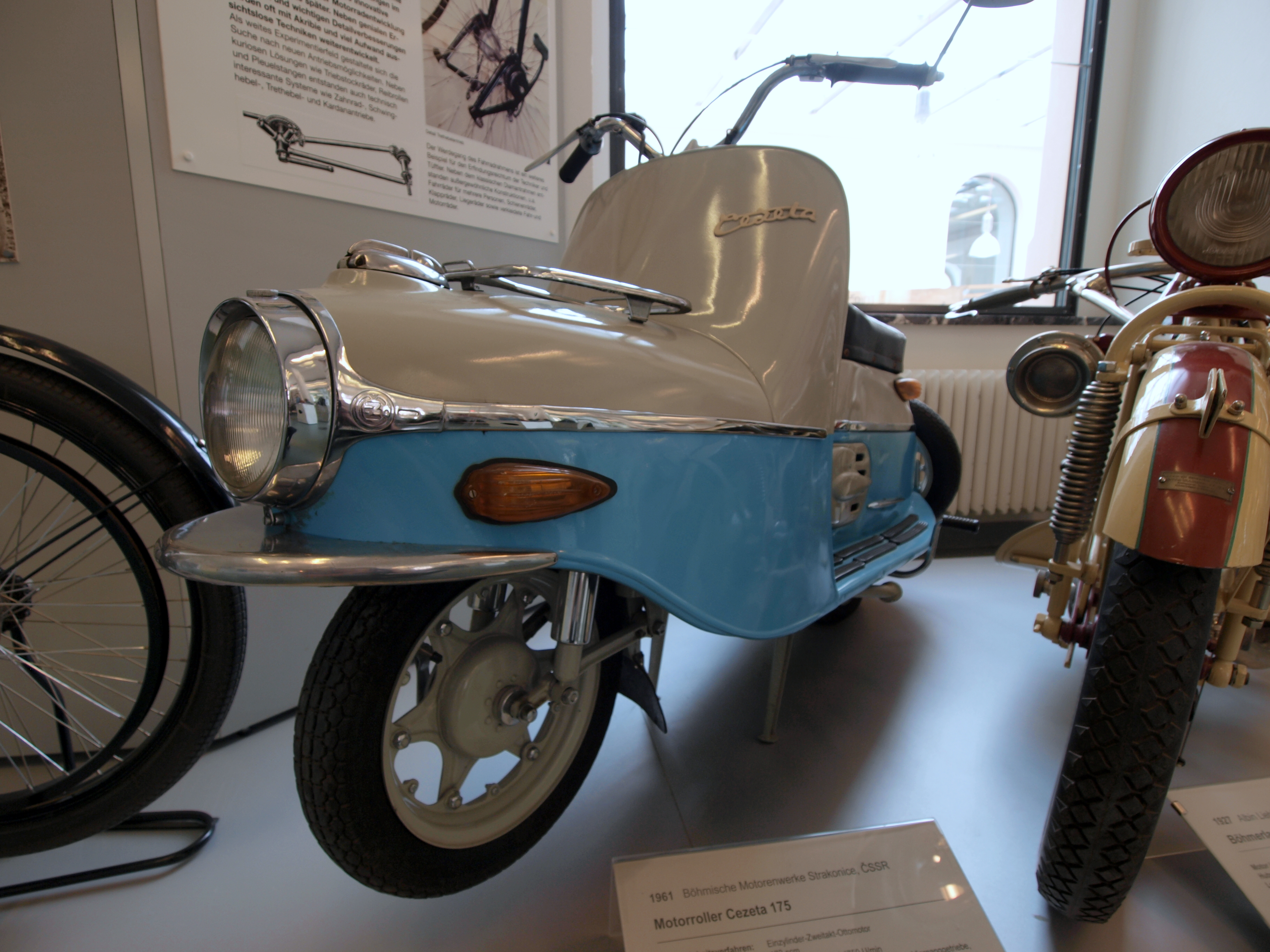
ČZ 175/502.01 Čezeta (1961)
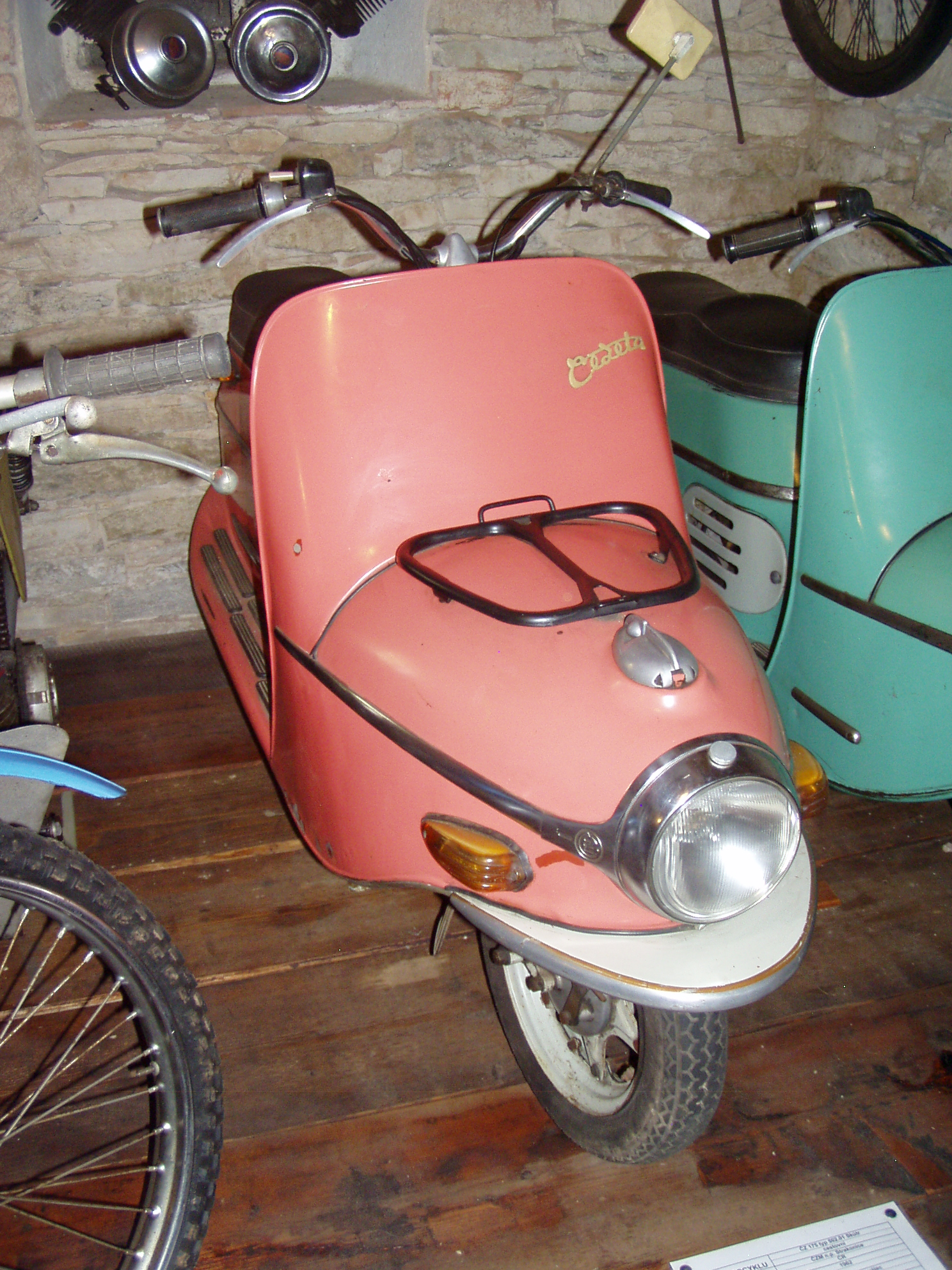
ČZ 175/502.01 Čezeta (1962)
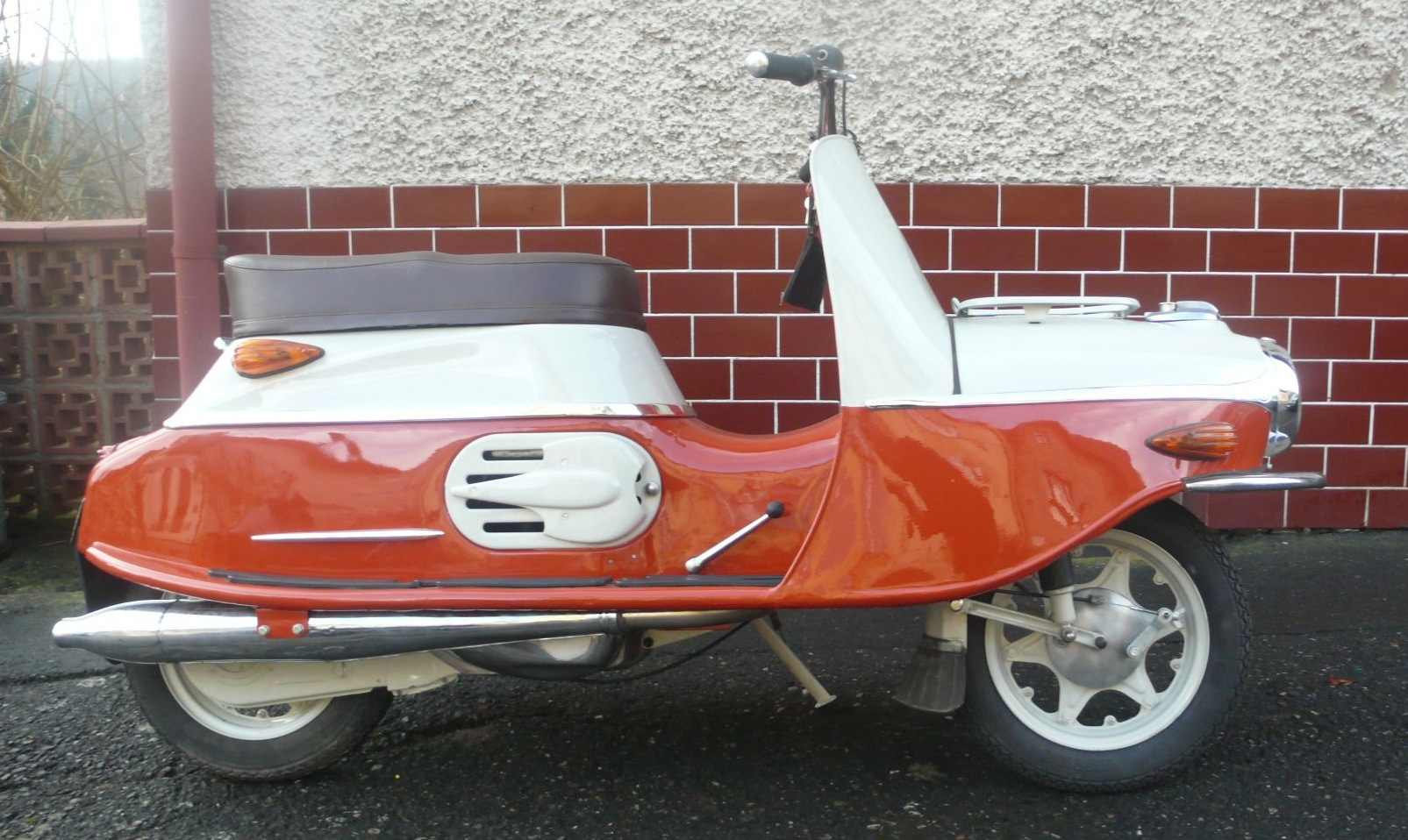
ČZ 175/502 Čezeta (1962)
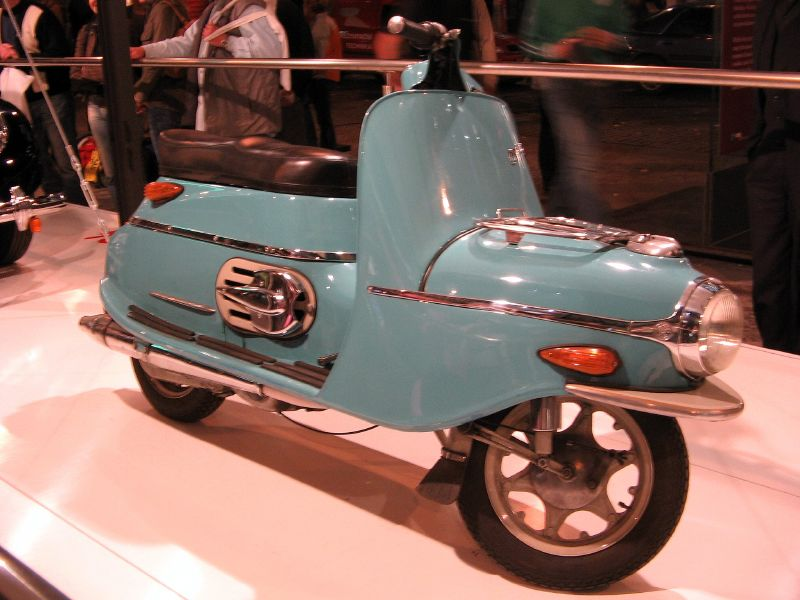
ČZ 175/502 Čezeta
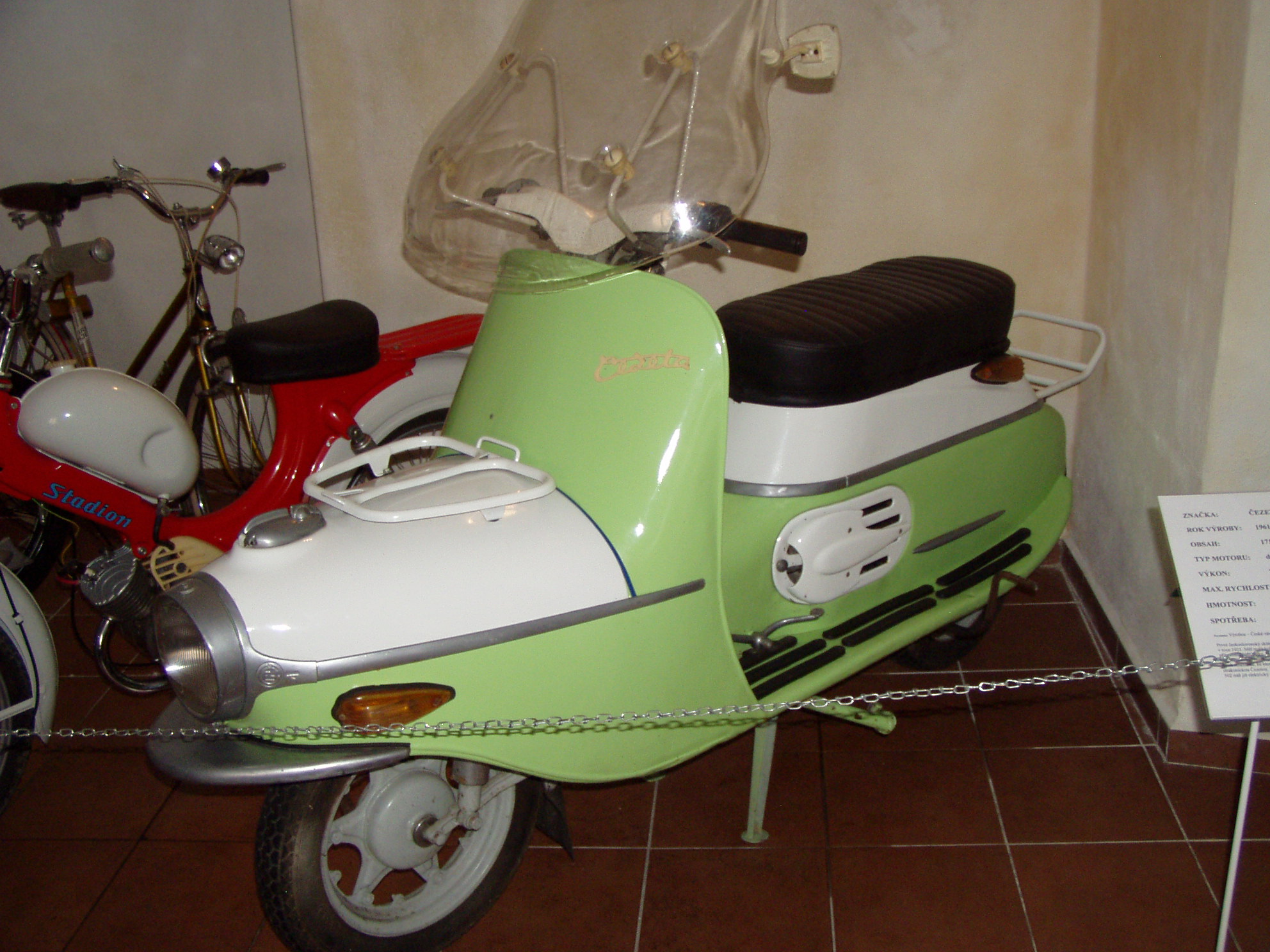
ČZ 175/502.06